# Empoasca vidanoi
Empoasca vidanoi är en insektsart som beskrevs av Irena Dworakowska 1974. Empoasca vidanoi ingår i släktet Empoasca och familjen dvärgstritar. Inga underarter finns listade i Catalogue of Life.